# Крејзирадио
Крејзирадио (естонски:Kreisiraadio, Луди радио) је естонски трио комичара и музичара. Представљали су Естонију у полуфиналу Песме Евровизије 2008. у Београду.

## Каријера
Крејзирадио је комични радио програм започет 1993. на станици Куку радио (Kuku Raadio), који је касније прерастао у ТВ програм на државној естонској телевизији. Групу чине естонски новинари и комичари Ханес Верно, Петер Оја и Тармо Леинатам. Познати су по својим импровизованим радио и ТВ скечевима и хумору апсурда. 

## Песма Евровизије 2008.
Група Крејзирадио наступа и као шаљива музичка група.
Учествовали су у програму „Европесма 2008“ (Eurolaul 2008), естонском такмичењу за избор националног представника на Песми Евровизије 2008, одржаном 2. фебруара 2008, и победили теле-гласањем у конкуренцији 9 кандидата. Група је освојила највише гласова и у првом и у другом кругу гласања, победивши са преко 52.000 гласова према 30.963 за другопласирану песму Ice cold story. 
Група Крејзирадио није добила подршку естонске критике која тврди да њихов хумор могу да разумеју само људи из њихове земље, али не и остатка Европе.
Крејзирадио је представљао Естонију са песмом Лето Свет на српском језику. Песма се састоји из бесмислених, апсурдних реченица које се обично помињу у туристичким речницима. Рефрен се још понавља на немачком и финском језику. Уз чланове групе, аутори музике и текста су Прит Пајусар и Глен Пилвре. Заузели су претпоследње, 18. место у првом полуфиналу, и тако се нису пласирали у финале такмичења.

## Дискографија
- (цртани филм, ДВД, 2003/2006)
- (музички ДВД, 2006)
- (скечеви, ЦД, 2007)